# إيزاتوكسيماب
إيزاتوكسيماب(Isatuximab)، الذي يباع تحت الإسم التجاري ساركليسا(Sarclisa )، هو دواء لعلاج الورم النقوي المتعدد.   تحديدا للأشخاص الذين فشلت علاجاتهم الأخرى.  و يعطى عن طريق الحقن التدريجي في الوريد.  يتم استخدامه غالبًا مع ديكساميثازون وديفينهيدرامين. 
تشمل الآثار الجانبية الشائعة لهذا العقار على: انخفاض عدد الخلايا المتعادلة، و تفاعلات التسريب، و الالتهاب الرئوي، و التهابات الأنف و الحنجرة، و الإسهال، و التهاب الشعب الهوائية.  إضافة إلى ذلك، قد تشمل الآثار الجانبية الأخرى الحساسية المفرطة و. ظهور أنواع أخرى من السرطانات.  أما استخدامه أثناء الحمل فقد يؤدي إلى الإضرار بالجنين.  إنه جسم مضاد وحيد النسيلة (mAb) يرتبط بـ CD38 ، و الذي يوجد عادة في خلايا المايلوما. 
تمت الموافقة عليه للاستخدام الطبي في الولايات المتحدة و أوروبا في عام 2020.   في المملكة المتحدة، تكلف 500 ملغ من الدواء هيئة الخدمات الصحية الوطنية حوالي 2500 جنيه إسترليني اعتبارًا من عام 2021.  في الولايات المتحدة، يكلف هذا المقدار حوالي 3600 دولار أمريكي. 